# 국제 동역학 게임 학회
국제 동역학 게임 학회(International Society of Dynamic Games, ISDG)는 동역학 게임 이론의 발전을 위한 국제적인 비영리, 전문 기관이다.

## 역사
ISDG는 1990년 8월 9일, 핀란드 헬싱키에서 헬싱키 공과대학교에서 열린 제4회 동역학 게임 및 응용 국제 심포지엄 현장에서 설립되었다. ISDG는 회장이 이끄는 집행 이사회에 의해 운영된다. 학회의 초대 회장은 타메르 바샤르 교수였다. 역대 ISDG 회장은 다음과 같다.
- 타메르 바샤르 1990-1994
- 알랭 오리 1994-1998
- 피에르 베른하르트 1998-2002
- 조르주 자쿠르 2002-2006
- 헤르트 얀 올스더 2006-2008
- 레온 페트로샨 2008-2012
- 미셸 브레통 2012-2016
- 블라디미르 마잘로프 2016-2022
- 플로리안 바게너 2022-

## ISDG의 목표
- 동역학 게임 이론의 개발 및 응용을 장려하고 육성한다.
- 편리하게 채택된 모든 지원 서비스를 통해 과학 정보를 보급한다. ISDG는 심포지엄, 컨퍼런스 및 워크숍을 조직하거나 공동 조직하고, 우수하고 수준 높은 저널을 발행함으로써 이러한 목표를 달성한다.
- 국제 과학계, 특히 게임 이론, 최적화, 의사결정 분석 및 동역학 시스템을 다루는 다른 학회들과 연계를 구축한다.

## ISDG 간행물
- 국제 동역학 게임 학회 연보 (시리즈 편집자: 타메르 바샤르; 비르크하우저 출판)
- 동역학 게임 및 응용 (편집장: 조르주 자쿠르; 비르크하우저 출판)
- 국제 게임 이론 리뷰 (총괄 편집자: 데이비드 W. K. 융, 편집자: 한스 페테르스, 레온 A. 페트로샨; 월드 사이언티픽 퍼블리싱 사 출판)

## 아이작스 상
국제 동역학 게임 학회(ISDG) 집행 위원회는 2003년 "동역학 게임의 이론 및 응용에 대한 탁월한 기여"를 기리기 위해 권위 있는 상을 제정하기로 결정했다. 이 상은 2004년부터 각 ISDG 심포지엄에서 두 명의 뛰어난 학자에게 수여된다. 이 상은 루퍼스 아이작스의 이름을 따서 명명되었는데, 그는 차동 게임의 창시자로 널리 인정받으며 그의 선구적인 작업이 현대 동역학 게임 이론의 토대를 마련했다.
루퍼스 아이작스의 획기적인 공헌, 특히 그의 1965년 저서 "차동 게임"은 이 분야에 지대한 영향을 미친 핵심 원리와 방법론을 확립했다. 이 상은 차동 게임, 확률 게임, 진화 게임 및 경제학, 공학, 생물학 등 다양한 분야에서의 응용을 포함하는 광범위한 영역을 아우르는 동역학 게임 연구의 우수성을 기념하고 장려하는 역할을 한다. ISDG는 이 상을 수여함으로써 동역학 게임의 이론적 이해와 실제 적용을 크게 발전시켜 아이작스의 유산을 이어나간 학자들을 인정하고자 한다. 이 상의 수상자는 다음과 같다.
- 2004: 유치 호 & 조지 라이트만
- 2006: 니콜라이 크라소프스키 & 웬델 플레밍
- 2008: 피에르 베른하르트 & 알랭 오리
- 2010: 타메르 바샤르 & 헤르트 얀 올스더
- 2012: 스테판 요르겐센 & 카를 지그문트
- 2014: 이탄 알트만[4][5] & 레온 페트로샨
- 2016: 마르티노 바르디[6] & 로스 크레스먼
- 2018: 안드레이 S. 노박[7] & 조르주 자쿠르
- 2022: 피에르 카르달리아게 & 마블 티드볼
- 2024: 조엘 브라운 & 롤랑 말하메[8]

## 톰 빈센트 상
톰 빈센트 상은 2019년 진화 게임 이론 분야에 기여한 사람들을 기리기 위해 제정되었다. 이 상은 토마스 L. 빈센트의 이름을 따서 명명되었다.

### 2022년 수상자
- 앨런 스카라망가스, 마크 브룸, 그레이엄 D. 럭스턴, 안나 루비에르
- 마리아 클레쉬니나, 크리스찬 힐베, 슈테판 심사, 크리슈넨두 차터지, 마틴 A. 노박

### 2024년 수상자
- 크시슈토프 아르가신스키, 리샤르드 루드니츠키